# Naučná stezka Šilelis
Naučná stezka Šilelis, litevsky Šilelio pažintinis takas, je naučná stezka na břehu jezera Vištytis na území vesnice Čižiškiai u litevsko-ruské státní hranice v seniorátu Vištytis (Vištyčio seniūnija) v Marijampolském kraji v jižní Litvě. Stezka se také nachází nedaleko polsko-litevské státní hranice v Regionálním parku Vištytis (Vištyčio regioninis parkas).

## Další informace
Naučná lesní stezka Šilelis má dva okruhy o délce 2,5 a 3,4 km a začíná u silnice č. 5144 z Pavarteliai do Čižiškiai. Téměř polovina délky stezky vede podél malebného břehu poledovcového jezera Vištytis, které má rozmanité břehy plážové až útesovité, písčité či s bludnými balvany a souvky. Zaměření stezky je především na přírodu, geologii, hiostorii a geomorfologii oblasti popsané na informačních tabulích. Na trase jsou také turistické přístřešky, nejvyšší jedle, lyžařské sjezdovky, tábořiště, studánka Šventasis šaltinėlis (Svatý pramen, který byl v minulosti léčivý), kopec křížů, dřevěné sochy, přírodní i dřevěné vyhlídky na jezero a na Kaliningradskou oblast Ruska aj.

## Galerie

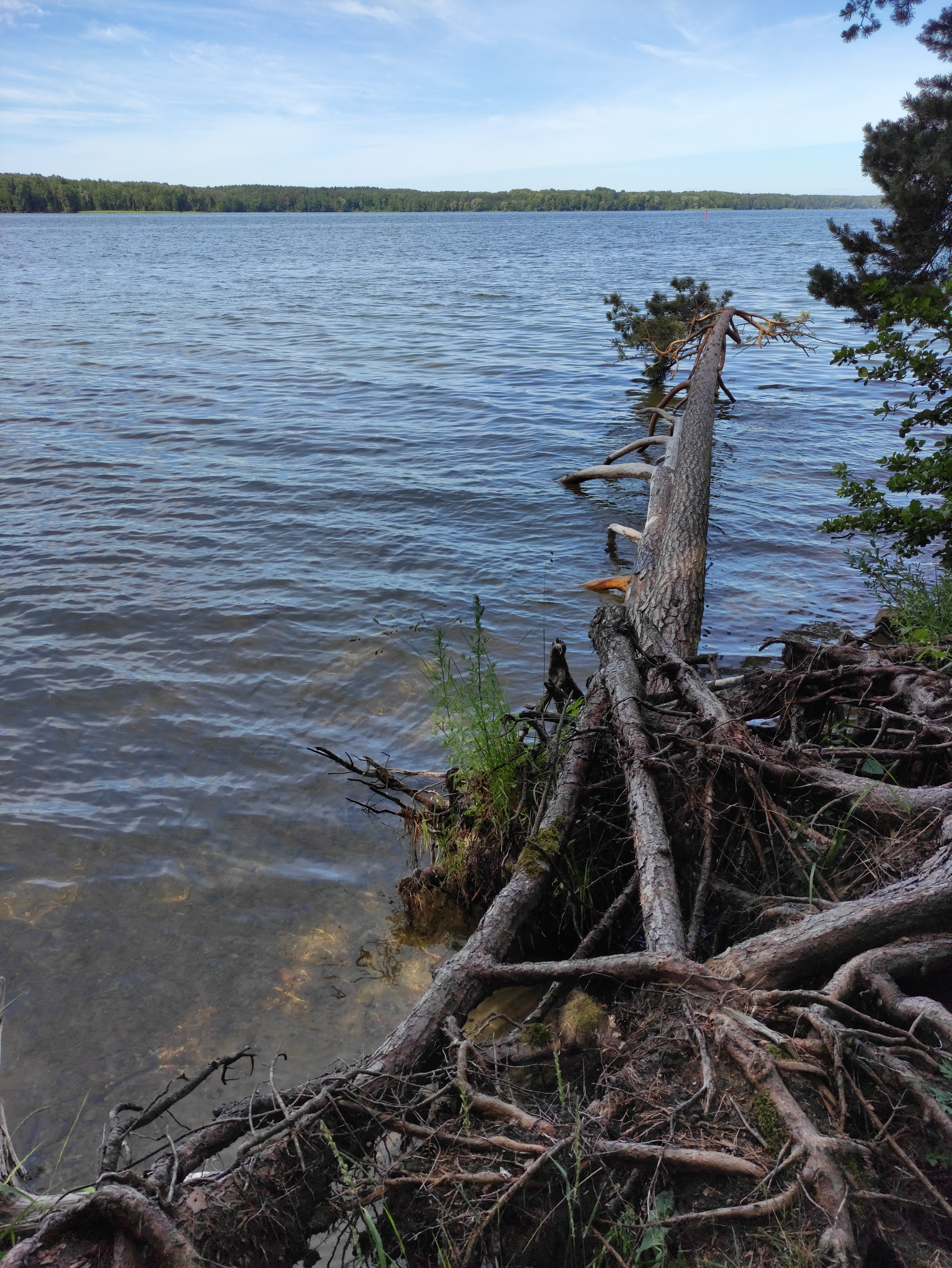
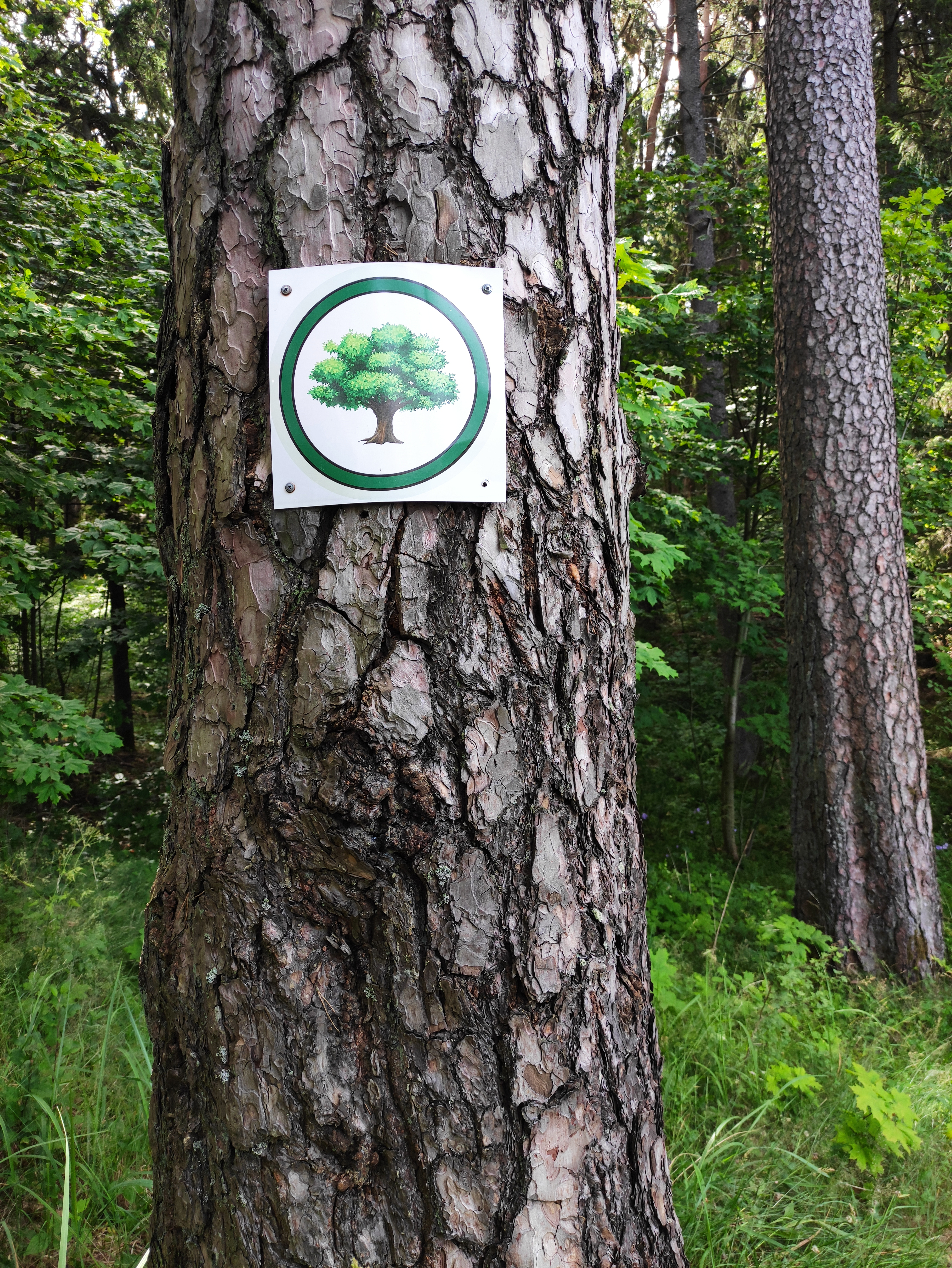
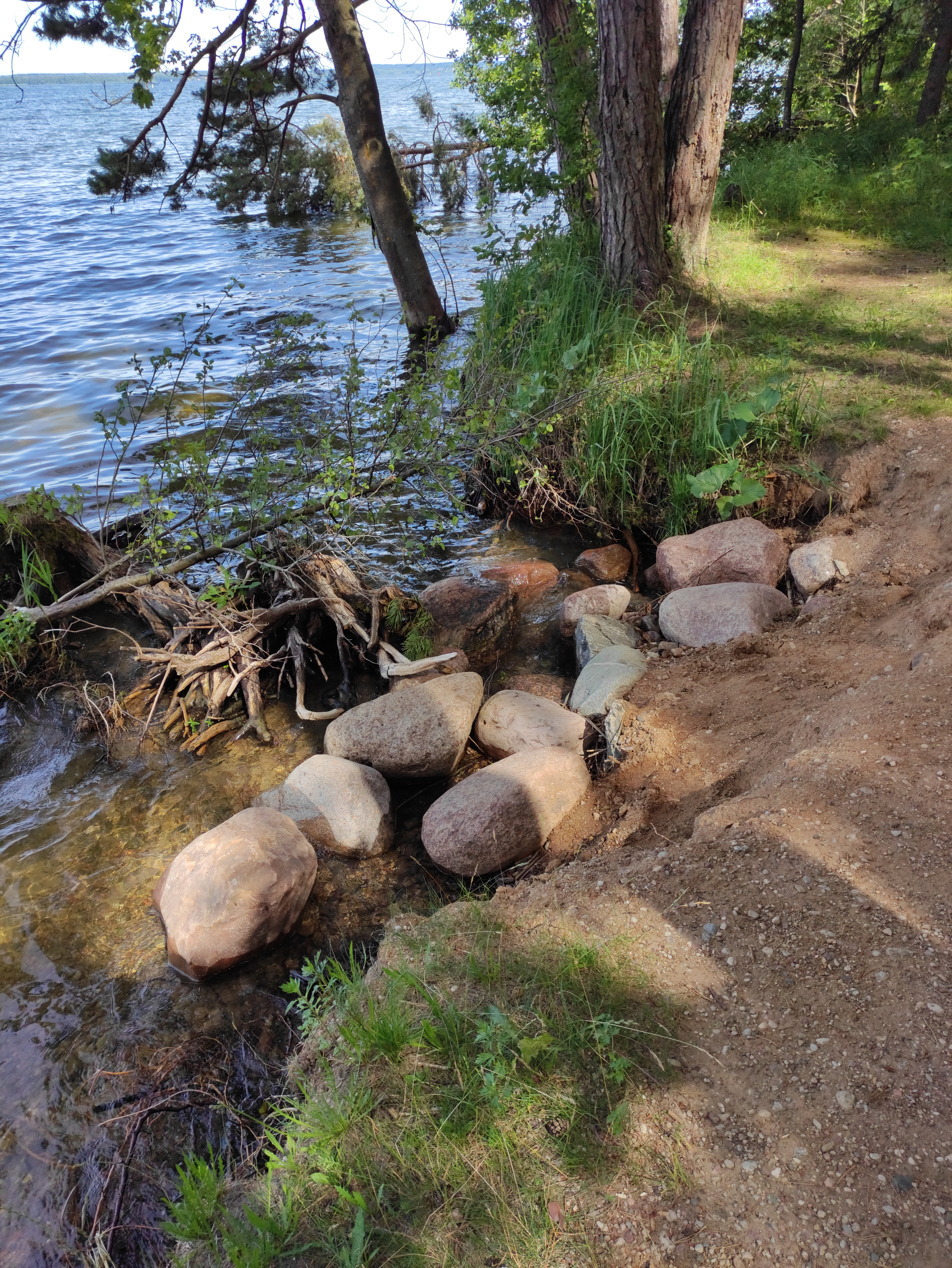
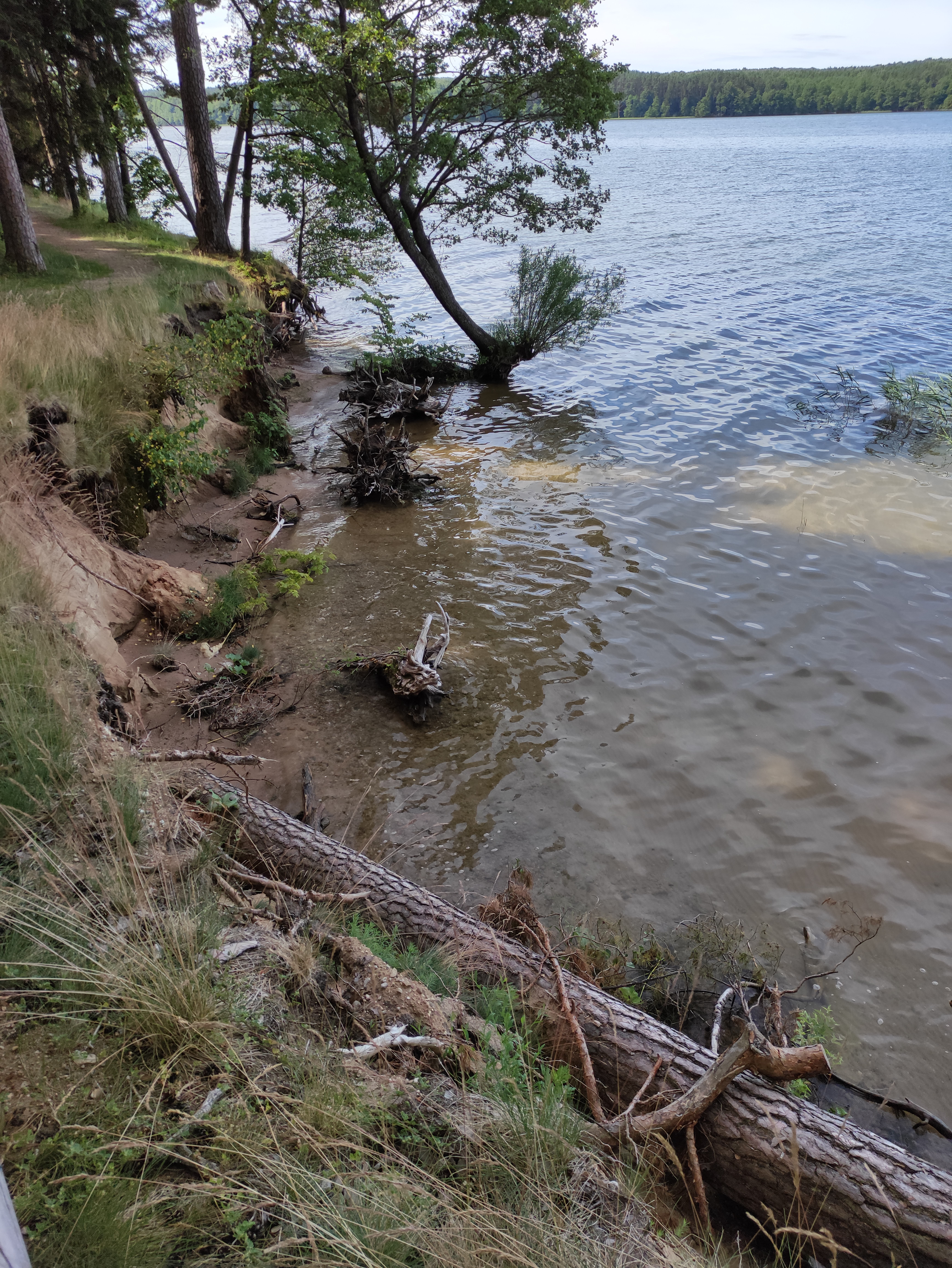
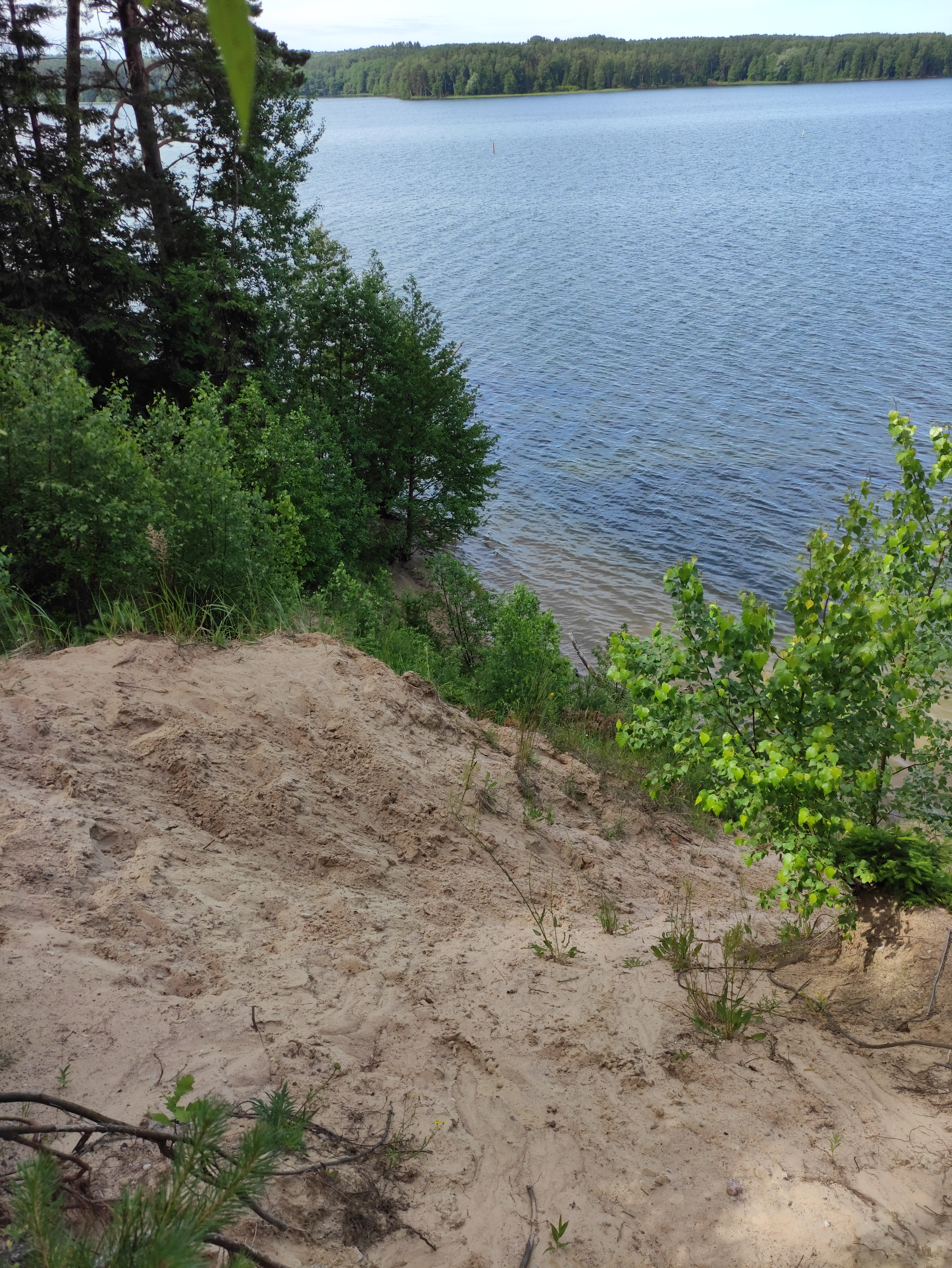
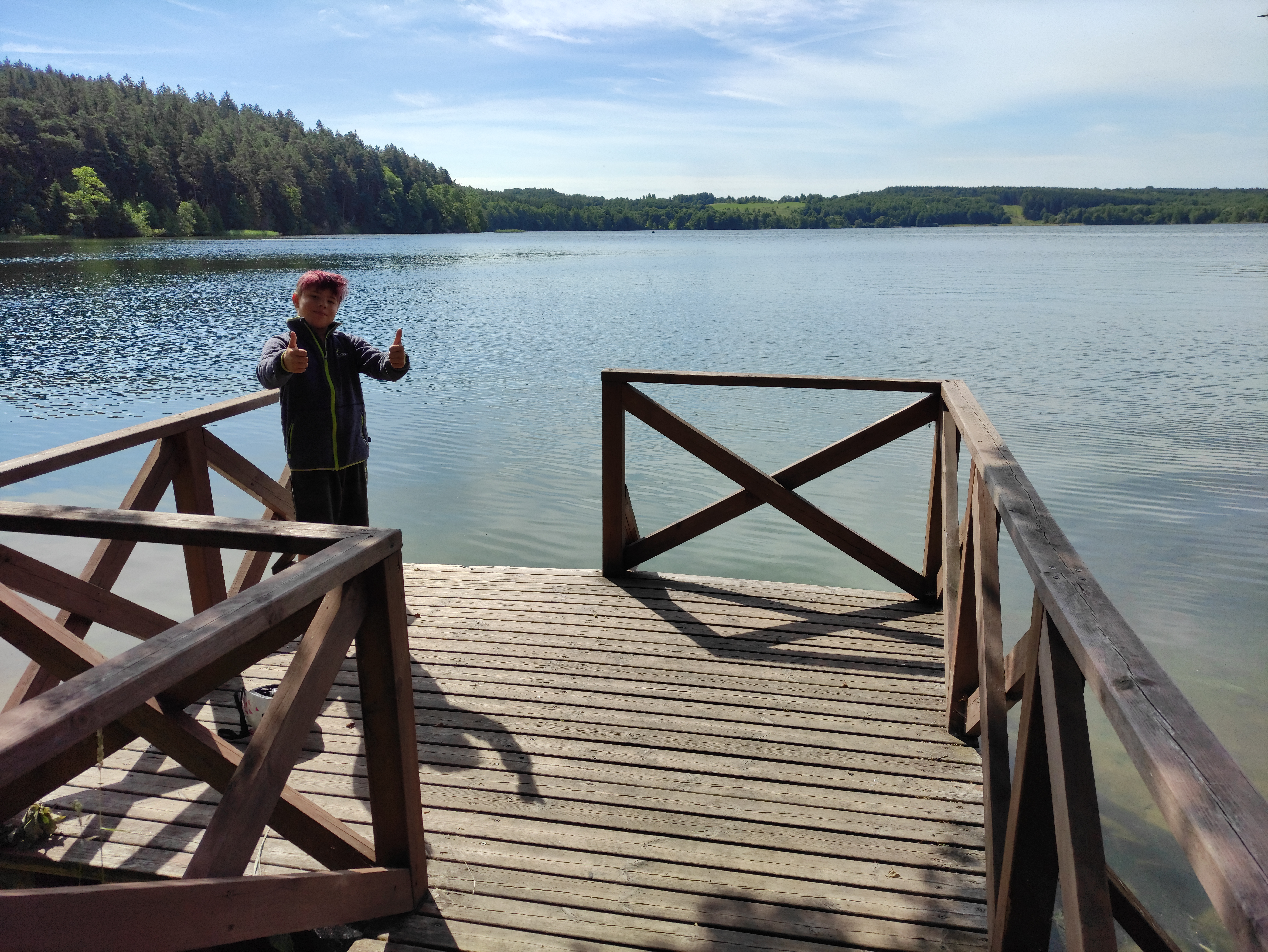
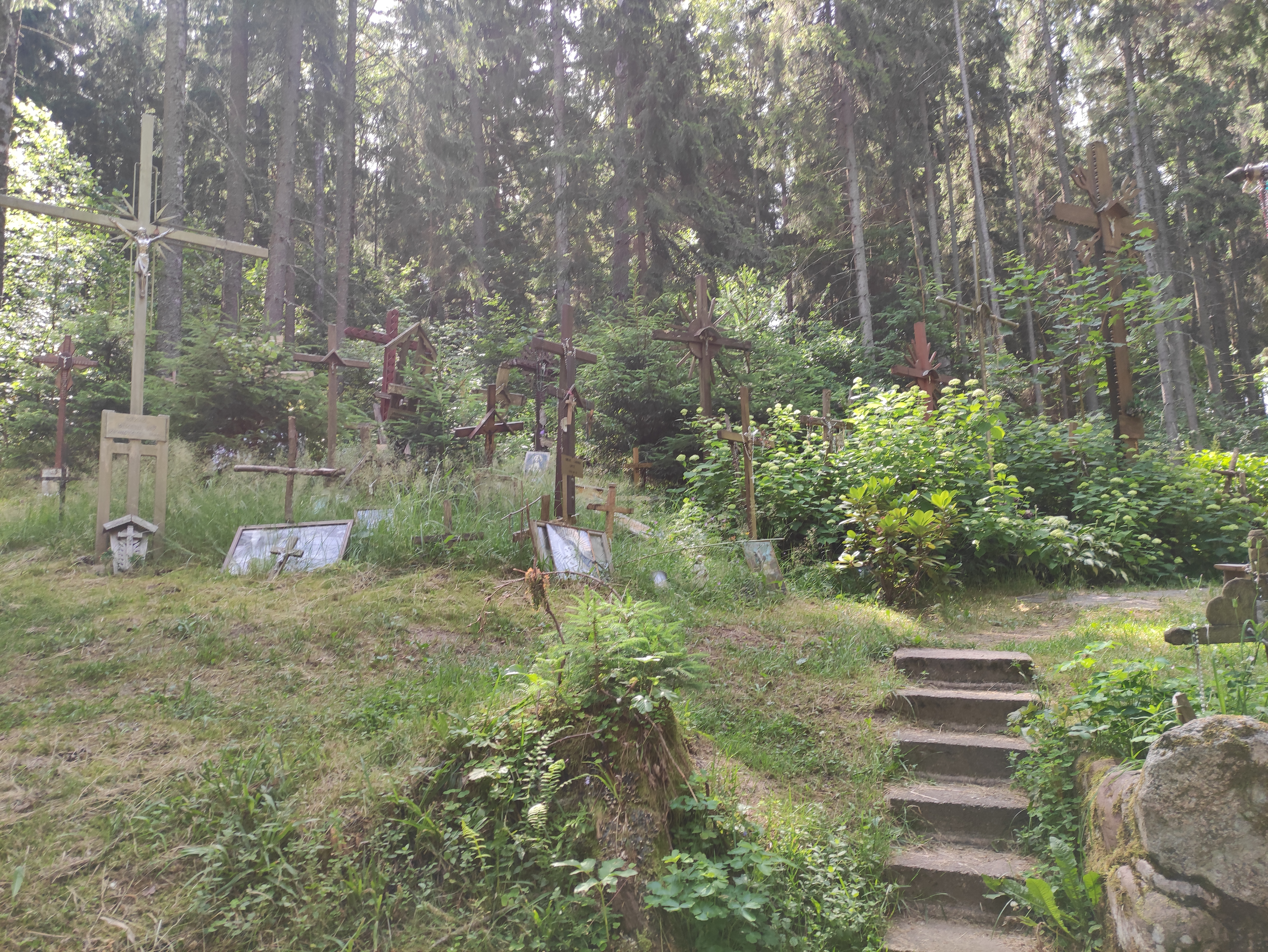
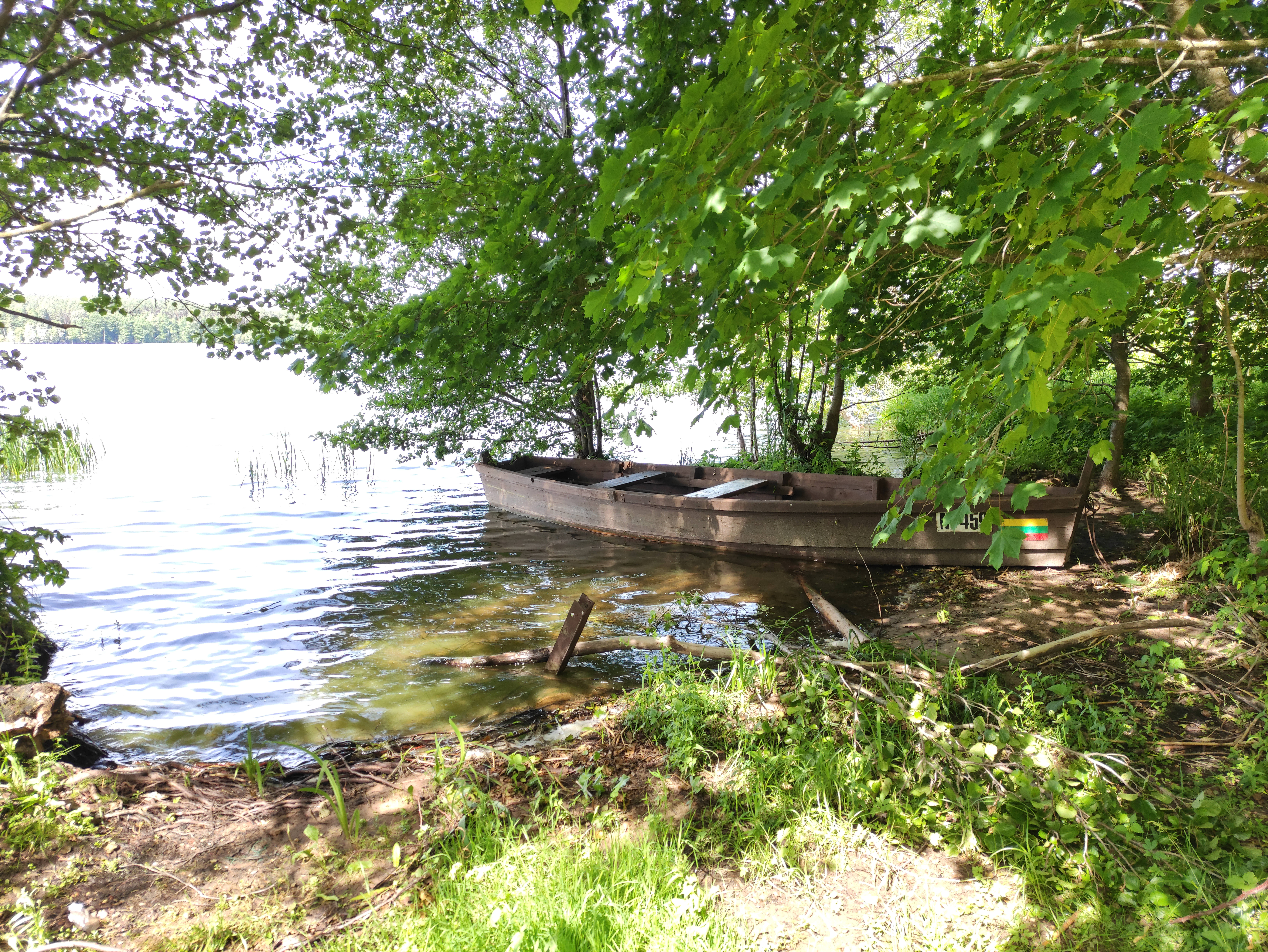
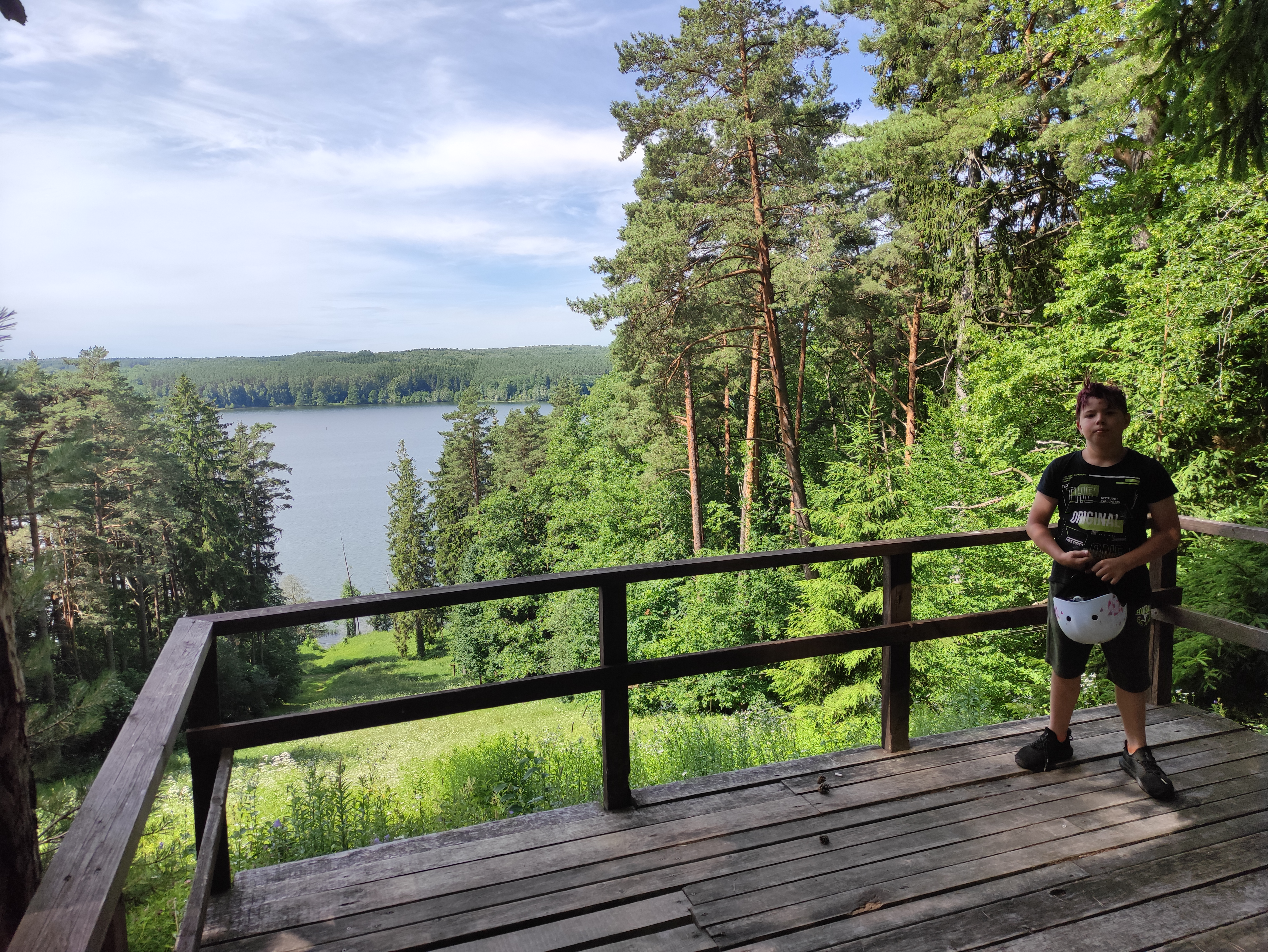